# Одо Добровольський
Одо Добровольський (пол. Odo Dobrowolski; 1883-1917) — український та польський художник, аквареліст.

## Біографія
Народився у 1883 році у Чернівцях. Закінчив гімназію у Львові. Відвідував як вільний слухач заняття в Академії вишуканих мистецтв у Кракові. Згодом продовжив навчання у Парижі та Мюнхені. У 1912—1914 роках працював у Львові, у червні 1915 року переїхав у Київ.
Малював пейзажі (переважно види Львова, Парижа, Мюнхена і Відня), портрети, карикатури, сцени з міського побуту у техніках пастелі, акварелі, гуаші, туші, рідше темпери й олії; проектував книжкові палітурки. Відомий також своїми автопортретами, серед яких — дві версії алегоричного автопортрета з черепом. Застосовував прийоми імпресіонізму та модерну — узагальненість композиції, спрощені широкі площини локального кольору, експресії контур. Його роботи зберігаються у Львівській картинній галереї (28 акварелей та рисунків) та Національному музеї у Кракові, Єврейському історичному інституті та Національній бібліотеці у Варшаві.